# Иден (Висконсин)
Иден (енгл. Eden) град је у америчкој савезној држави Висконсин.

## Демографија
По попису из 2010. године број становника је 875, што је 188 (27,4%) становника више него 2000. године.
| Група             | 2000.       | 2010.       |
| Белци             | 657 (95,6%) | 814 (93,0%) |
| Афроамериканци    | 0 (0,0%)    | 2 (0,2%)    |
| Азијати           | 0 (0,0%)    | 3 (0,3%)    |
| Хиспаноамериканци | 29 (4,2%)   | 41 (4,7%)   |
| Укупно            | 687         | 875         |